# Campionati mondiali di biathlon 2013 - 15 km partenza in linea maschile
La 15 km partenza in linea maschile dei Campionati mondiali di biathlon 2013 si è svolta il 17 febbraio 2013 alle 15:00 (UTC+1). Si sono qualificati per la gara 30 atleti di 14 nazioni.

## Risultati
| Pos.    | #  | Atleta                   | Nazione     | Errori (P+P+S+S) | Tempo   | Distacco |
| ------- | -- | ------------------------ | ----------- | ---------------- | ------- | -------- |
| Oro     | 19 | Tarjei Bø                | Norvegia    | 0 (0+0+0+0)      | 36'15"8 |          |
| Argento | 5  | Anton Šipulin            | Russia      | 1 (0+0+1+0)      | 36'19"5 | +3"7     |
| Bronzo  | 1  | Emil Hegle Svendsen      | Norvegia    | 1 (0+1+0+0)      | 36'23"2 | +7"4     |
| 4       | 14 | Ondřej Moravec           | Rep. Ceca   | 1 (0+0+1+0)      | 36'26"2 | +10"4    |
| 5       | 21 | Erik Lesser              | Germania    | 1 (1+0+0+0)      | 36'28"6 | +12"8    |
| 6       | 12 | Dominik Landertinger     | Austria     | 1 (0+0+1+0)      | 36'32"5 | +16"7    |
| 7       | 15 | Jean-Guillaume Béatrix   | Francia     | 2 (1+0+1+0)      | 36'35"4 | +19"6    |
| 8       | 16 | Björn Ferry              | Svezia      | 0 (0+0+0+0)      | 36'38"3 | +22"5    |
| 9       | 20 | Simon Fourcade           | Francia     | 2 (1+0+1+0)      | 36'52"1 | +36"3    |
| 10      | 2  | Martin Fourcade          | Francia     | 2 (0+1+0+1)      | 36'52"6 | +36"8    |
| 11      | 10 | Andreas Birnbacher       | Germania    | 2 (1+0+0+1)      | 36'53"0 | +37"2    |
| 12      | 6  | Fredrik Lindström        | Svezia      | 2 (1+0+0+1)      | 37'15"2 | +59"4    |
| 13      | 26 | Lowell Bailey            | Stati Uniti | 2 (0+0+0+2)      | 37'25"2 | +1'09"4  |
| 14      | 30 | Simon Schempp            | Germania    | 3 (1+1+1+0)      | 37'25"9 | +1'10"1  |
| 15      | 7  | Dmitrij Malyško          | Russia      | 3 (1+0+1+1)      | 37'30"2 | +1'14"4  |
| 16      | 8  | Evgenij Ustjugov         | Russia      | 3 (1+1+0+1)      | 37"35"0 | +1'19"2  |
| 17      | 25 | Henrik L'Abée-Lund       | Norvegia    | 3 (0+0+2+1)      | 37'41"9 | +1'26"1  |
| 18      | 13 | Simon Eder               | Austria     | 2 (1+0+0+1)      | 37'48"4 | +1'32"6  |
| 19      | 4  | Jakov Fak                | Slovenia    | 4 (0+2+0+2)      | 38'02"8 | +1'47"0  |
| 20      | 23 | Andrij Deryzemlja        | Ucraina     | 4 (1+0+3+0)      | 38'03"3 | +1'47"5  |
| 21      | 17 | Lukas Hofer              | Italia      | 3 (3+0+0+0)      | 38'08"7 | +1"52"9  |
| 22      | 22 | Jean-Philippe Le Guellec | Canada      | 3 (0+0+1+2)      | 38'17"5 | +2'01"7  |
| 23      | 24 | Arnd Peiffer             | Germania    | 2 (0+2+0+0)      | 38"24"7 | +2'08"9  |
| 24      | 18 | Ole Einar Bjørndalen     | Norvegia    | 6 (1+1+2+2)      | 38'28"0 | +2"12"2  |
| 25      | 9  | Evgenij Garaničev        | Russia      | 5 (1+1+1+2)      | 38'28"1 | +2'12"3  |
| 26      | 29 | Klemen Bauer             | Slovenia    | 4 (0+0+2+2)      | 38'44"1 | +2'28"3  |
| 27      | 27 | Benjamin Weger           | Svizzera    | 3 (1+0+2+0)      | 38"55"9 | +2'40"1  |
| 28      | 11 | Alexis Bœuf              | Francia     | 2 (0+0+2+0)      | 39"23"4 | +3'07"6  |
| 29      | 28 | Tomas Kaukėnas           | Lituania    | 3 (0+1+1+1)      | 39'58"9 | +3'43"1  |
| 30      | 3  | Tim Burke                | Stati Uniti | 5 (2+3+0+0)      | 41'15"5 | +4'59"7  |